# Zelotes strandi
Zelotes strandi är en spindelart som först beskrevs av Josef Nosek 1905.  Zelotes strandi ingår i släktet Zelotes och familjen plattbuksspindlar.
Artens utbredningsområde är Turkiet. Inga underarter finns listade i Catalogue of Life.